# Plebicula balestrei
Plebicula balestrei är en fjärilsart som beskrevs av Hans Fruhstorfer 1910. Plebicula balestrei ingår i släktet Plebicula och familjen juvelvingar. Inga underarter finns listade i Catalogue of Life.